# Scopula unicolor
Scopula unicolor là một loài bướm đêm trong họ Geometridae.